# 雜賀恵斗
雜賀 恵斗（さいが けいと、2002年1月15日 - ）は、日本の女子バレーボール選手。

## 来歴
千葉県船橋市出身。小学3年生のとき、母の影響を受け自身もバレーボールを始めた。
市立船橋高等学校を経て、2019/20シーズン、V.LEAGUE DIVISION1 WOMEN（V1女子）に所属する日立リヴァーレ（現・Astemoリヴァーレ茨城）の内定選手となった。
2020年、高校卒業後に、日立リヴァーレに入団した。入団1シーズン目となる2020/21シーズン、2020年10月17日に開催されたV1女子の開幕戦（ヴィクトリーナ姫路戦）でスタメンに抜擢され、Vリーグ初出場を記録した。チームには日本代表セッターの佐藤美弥がいるが、ディグや積極性、佐藤のコンディションなどが考慮されてスタメン出場が決断された。
2021年7月1日、日立リヴァーレの一部選手の背番号変更が発表。背番号が「21」から「2」に変更された。

## 選手としての特徴
2020年10月17日に行われたV1女子開幕戦（ヴィクトリーナ姫路戦）の試合後の記者会見で、佐藤美弥は「いい意味で深く考えずに自分の感覚でプレーを出す」と評した。
監督の多治見麻子は、同じ記者会見で、「ディグが良く、ミドルブロッカーを頑張って使うなどアタッカー陣を活かすセットが出来るようになった」と評している。

## 所属チーム
- 船橋市立西海神小学校（塚田JSC）[1]
- 松戸市立第四中学校[1]
- 船橋市立船橋高等学校
- 日立リヴァーレ/日立Astemoリヴァーレ/Astemoリヴァーレ茨城 #21 → #2（2020年-）

## 個人成績
V.LEAGUEの個人成績は下記の通り。
| 大会        | チーム      | 出場     | 出場        | アタック | アタック | アタック | アタック | バックアタック | バックアタック | バックアタック | バックアタック | アタック 決定本数 | ブロック | ブロック       | サーブ | サーブ         | サーブ   | サーブ | サーブ | サーブ   | サーブレシーブ | サーブレシーブ | サーブレシーブ | サーブレシーブ | 総得点      | 総得点      | 総得点   | 総得点      |
| ----------- | ----------- | -------- | ----------- | -------- | -------- | -------- | -------- | -------------- | -------------- | -------------- | -------------- | ----------------- | -------- | -------------- | ------ | -------------- | -------- | ------ | ------ | -------- | -------------- | -------------- | -------------- | -------------- | ----------- | ----------- | -------- | ----------- |
| 大会        | チーム      | 試 合 数 | セ ッ ト 数 | 打 数    | 得 点    | 失 点    | 決 定 率 | 打 数          | 得 点          | 失 点          | 決 定 率       | セ ッ ト 平 均    | 得 点    | セ ッ ト 平 均 | 打 数  | ノ 丨 タ ッ チ | エ 丨 ス | 失 点  | 効 果  | 効 果 率 | 受 数          | 成 功 ・ 優    | 成 功 ・ 良    | 成 功 率       | ア タ ッ ク | ブ ロ ッ ク | サ 丨 ブ | 得 点 合 計 |
| V1 2020-21  | 日立        | 26       | 49          | 36       | 14       | 1        | 38.9     | 0              | 0              | 0              | -              | 0.29              | 6        | 0.12           | 107    | 0              | 1        | 17     | 34     | 4.9      | 2              | 0              | 0              | 0.0            | 14          | 6           | 1        | 21          |
| 通算：1大会 | 通算：1大会 | 26       | 49          | 36       | 14       | 1        | 38.9     | 0              | 0              | 0              | -              | 0.29              | 6        | 0.12           | 107    | 0              | 1        | 17     | 34     | 4.9      | 2              | 0              | 0              | 0.0            | 14          | 6           | 1        | 21          |

## 出演

### YouTube
Hitachi Automotive Systems Channel 
- 日立リヴァーレが教える肩甲骨とお尻のエクササイズ（2020年9月25日）
- 日立リヴァーレが教える体幹のエクササイズ（2020年9月29日）